# Índice de Precios y Cotizaciones
| Índice de Precios y Cotizaciones | Índice de Precios y Cotizaciones |
| Stammdaten                       | Stammdaten                       |
| -------------------------------- | -------------------------------- |
| Staat                            | Mexiko                           |
| Börse                            | Bolsa Mexicana de Valores        |
| ISIN                             | nicht bekannt                    |
| WKN                              | nicht bekannt                    |
| Symbol                           | MXX                              |
| RIC                              | ^MXX                             |
| Bloomberg-Code                   | MEXBOL <INDEX>                   |
| Kategorie                        | Aktienindex                      |
| Typ                              | Kursindex                        |
| Familie                          | Single-Index                     |

Der Índice de Precios y Cotizaciones (IPC) ist der führende Aktienindex in Mexiko. Er umfasst die 35 größten und liquidesten Unternehmen der Bolsa Mexicana de Valores, der Mexikanischen Börse.

## Berechnung
Technisch gesehen ist der Índice de Precios y Cotizaciones (IPC) ein Kursindex, der nach der Marktkapitalisierung gewichtet wird. Er enthält 35 Aktien, die einen repräsentativen Querschnitt der größten und liquidesten Unternehmen des Landes bilden. Der Index wird nicht um Dividendenzahlungen bereinigt. Kapitalmaßnahmen wie Aktiensplits haben keinen (verzerrenden) Einfluss auf das Börsenbarometer. Die Berechnung wird während der Handelszeit von 8:30 Uhr bis 15:00 Uhr Ortszeit (15:30 Uhr bis 22:00 Uhr MEZ) jede Sekunde aktualisiert.
Eine Überprüfung der Zusammensetzung erfolgt von der Bolsa Mexicana de Valores (BMV), der Mexikanischen Börse, jährlich im September. Obwohl alle Branchen vertreten sind, liegt der Schwerpunkt auf dem Telekommunikationssektor. Die Unternehmen dieser Branche machen zusammen ein Drittel der Indexgewichtung aus. Im September 2010 besaßen die Aktiengesellschaften von Carlos Slim eine Gewichtung von 33,33 Prozent im Index, diejenigen von Emilio Azcárraga Jean eine Gewichtung von 6,64 Prozent und die Unternehmen von Ricardo Salinas Pliego eine Gewichtung von 2,35 Prozent.

## Geschichte

### 20. Jahrhundert
Der Índice de Precios y Cotizaciones (IPC) wurde am 30. Oktober 1978 erstmals veröffentlicht und bis 1967 zurückgerechnet. Der Basiswert lag zunächst bei 781,62 Punkten. Anfang der 1990er Jahre verursachte die Hyperinflation eine Abwertung der lokalen Währung auf den globalen Märkten. Am 1. Januar 1993 führte die Regierung den neuen Mexikanischen Peso (MXN) ein. Die zuvor gültigen Peso mit dem Code MXP wurden im Verhältnis 1.000:1 umgetauscht. Das heißt, 1.000 Pesos im Jahre 1992 sind zu 1 Peso im Jahre 1993 geworden. Damit wurde auch der Basiswert des IPC von 1978 auf 0,78162 Punkte festgelegt.
Am 23. September 1994 schloss der mexikanische Leitindex bei 2.857,52 Punkten. Im Dezember 1994 begann die Tequila-Krise mit einer Währungskrise, da die mexikanische Regierung nicht mehr in der Lage war, den fixierten Pesokurs gegenüber dem US-Dollar aufrechtzuerhalten, was zu einer generellen Vertrauenskrise führte. Dies hatte einen massiven Abzug ausländischen Kapitals zur Folge. Das fehlende Kapital brachte die mexikanischen Unternehmen in Schwierigkeiten und so endete die Währungskrise in einer allgemeinen Wirtschaftskrise. Am 27. Februar 1995 beendete der IPC den Handel bei 1.447,52 Punkten. Das entspricht seit September 1994 einem Verlust von 49,3 Prozent.
Am 31. Juli 1997 schloss der Index erstmals über der 5.000-Punkte-Marke. Am 21. Oktober 1997 beendete der IPC den Handel bei 5.369,50 Punkten. In den Jahren 1997 und 1998 kam es in Teilen der Welt zu Finanz-, Währungs- und Wirtschaftskrisen (Asienkrise, Russlandkrise, Brasilienkrise). Durch die Krisen waren die Anleger in Mexiko nervös geworden und es kam erneut zu einem verstärkten Kapitalabfluss. Am 10. September 1998 schloss der Aktienindex bei 2.856,10 Punkten und damit um 46,8 Prozent tiefer als im Oktober 1997.

### 21. Jahrhundert
In den ersten Jahren des 21. Jahrhunderts erzielte der IPC zahlreiche Rekorde. Am 16. Februar 2004 beendete der Index den Handel zum ersten Mal über der Grenze von 10.000 Punkten und am 6. September 2005 über der Grenze von 15.000 Punkten. Die Marke von 20.000 Punkten fiel am 25. April 2006 und die Marke von 25.000 Punkten am 4. Dezember 2006. Bis zum 6. Juli 2007 stieg der Leitindex der Mexikanischen Börse auf einen Schlussstand von 32.411,84 Punkten.
Im Verlauf der internationalen Finanzkrise, die im Sommer 2007 in der US-Immobilienkrise ihren Ursprung hatte, begann der IPC wieder zu sinken. Ab Herbst 2008 wirkte sich die Krise zunehmend auf die Realwirtschaft aus. In Folge brachen die Aktienkurse weltweit ein. Am 10. Oktober 2008 schloss der Index mit 19.905,27 Punkten unter der 20.000-Punkte-Marke. Einen neuen Tiefststand erzielte der IPC am 23. Oktober 2008, als er den Handel mit 17.798,99 Punkten beendete. Seit dem 6. Juli 2007 entspricht das einem Rückgang um 45,1 Prozent.
Der 23. Oktober 2008 markiert den Wendepunkt der Talfahrt. Ab dem Herbst 2008 war der IPC wieder auf dem Weg nach oben. Am 22. Oktober 2010 schloss er erstmals über der Grenze von 35.000 Punkten. Am 11. Januar 2013 beendete der Aktienindex den Handel auf einem Allzeithoch von 44.888,13 Punkten. Seit dem 23. Oktober 2008 entspricht das einem Zuwachs um 152,2 Prozent.

### Höchststände
Die Übersicht zeigt die Allzeithöchststände des IPC.
|                      | Punkte    | Datum           |
| -------------------- | --------- | --------------- |
| im Handelsverlauf    | 57.829,01 | 31. Januar 2024 |
| auf Schlusskursbasis | 57.828,08 | 1. Februar 2024 |

### Meilensteine
Die Tabelle zeigt die Meilensteine des IPC.
| Erster Schlussstand über | Schlussstand in Punkten | Datum             |
| ------------------------ | ----------------------- | ----------------- |
| 2.500                    | 2.505,60                | 22. Dezember 1993 |
| 5.000                    | 5.067.80                | 31. Juli 1997     |
| 10.000                   | 10.004,69               | 16. Februar 2004  |
| 15.000                   | 15.030,62               | 6. September 2005 |
| 20.000                   | 20.360,61               | 25. April 2006    |
| 25.000                   | 25.207,48               | 4. Dezember 2006  |
| 30.000                   | 30.013,85               | 4. Mai 2007       |
| 35.000                   | 35.120,88               | 22. Oktober 2010  |
| 40.000                   | 40.045,51               | 7. Mai 2012       |
| 50.000                   | 50.109,16               | 3. Juli 2017      |

### Jährliche Entwicklung
Die Tabelle zeigt die jährliche Entwicklung des bis 1967 zurückgerechneten IPC.
| Jahr | Schlussstand in Punkten | Veränderung in Punkten | Veränderung in % |
| ---- | ----------------------- | ---------------------- | ---------------- |
| 1967 | 0,1517                  |                        |                  |
| 1968 | 0,1575                  | 0,0058                 | 3,82             |
| 1969 | 0,1473                  | −0,0102                | −6,48            |
| 1970 | 0,1475                  | 0,0002                 | 0,14             |
| 1971 | 0,1397                  | −0,0078                | −5,29            |
| 1972 | 0,1777                  | 0,0380                 | 27,20            |
| 1973 | 0,1847                  | 0,0070                 | 3,94             |
| 1974 | 0,2080                  | 0,0233                 | 12,62            |
| 1975 | 0,2137                  | 0,0057                 | 2,74             |
| 1976 | 0,2748                  | 0,0611                 | 28,59            |
| 1977 | 0,3834                  | 0,1086                 | 39,52            |
| 1978 | 0,8891                  | 0,5057                 | 131,90           |
| 1979 | 1,1936                  | 0,3045                 | 34,25            |
| 1980 | 1,4884                  | 0,2948                 | 24,70            |
| 1981 | 0,9479                  | −0,5405                | −36,31           |
| 1982 | 0,6794                  | −0,2685                | −28,33           |
| 1983 | 2,4519                  | 1,7725                 | 260,89           |
| 1984 | 4,04                    | 1,5881                 | 64,77            |
| 1985 | 11,20                   | 7,16                   | 177,23           |
| 1986 | 47,10                   | 35,90                  | 320,54           |
| 1987 | 105,67                  | 58,57                  | 124,35           |
| 1988 | 211,53                  | 105,86                 | 100,18           |
| 1989 | 418,93                  | 207,40                 | 98,05            |
| 1990 | 628,79                  | 209,86                 | 50,09            |
| 1991 | 1.431,46                | 802,67                 | 127,65           |
| 1992 | 1.759,44                | 327,98                 | 22,91            |
| 1993 | 2.602,63                | 843,19                 | 47,92            |
| 1994 | 2.375,66                | −226,93                | −8,72            |
| 1995 | 2.778,47                | 402,81                 | 16,96            |
| 1996 | 3.361,03                | 582,56                 | 20,96            |
| 1997 | 5.229,35                | 1.868,32               | 55,59            |
| 1998 | 3.959,66                | −1.269,69              | −24,28           |
| 1999 | 7.129,88                | 3.170,22               | 80,06            |
| 2000 | 5.652,19                | −1.477,69              | −20,73           |
| 2001 | 6.372,28                | 720,09                 | 12,74            |
| 2002 | 6.127,09                | −245,19                | −3,85            |
| 2003 | 8.795,28                | 2.668,19               | 43,55            |
| 2004 | 12.917,88               | 4.122,60               | 46,87            |
| 2005 | 17.802,71               | 4.884,83               | 37,81            |
| 2006 | 26.448,32               | 8.645,61               | 48,56            |
| 2007 | 29.536,83               | 3.090,51               | 11,69            |
| 2008 | 22.380,32               | −7.158,51              | −24,23           |
| 2009 | 32.120,47               | 9.740,15               | 43,52            |
| 2010 | 38.550,79               | 6.430,32               | 20,02            |
| 2011 | 37.077,52               | −1.473,27              | −3,82            |
| 2012 | 43.705,83               | 6.628,31               | 17,88            |
| 2013 | 42.727,09               | −978,74                | −2,24            |
| 2014 | 43.145,66               | 418,57                 | 0,98             |
| 2015 | 42.977,50               | −168,16                | −0,39            |
| 2016 | 45.642,90               | 2.665,40               | 6,20             |
| 2017 | 49.354,40               | 3.711,50               | 8,13             |
| 2018 | 41.640,30               | −7.714,10              | −15,63           |
| 2019 | 43.541.00               | 1.900,70               | 4,56             |
| 2020 | 44.066,90               | 525,90                 | 1,21             |
| 2021 | 53.272,44               | 9.205,54               | 20,89            |
| 2022 | 48.463,86               | −4.808.58              | −9,03            |
| 2023 | 57.386,25               | 8.922,39               | 18,41            |

## Zusammensetzung
Der IPC setzt sich aus folgenden Unternehmen zusammen (Stand: Juli 2018).
| Name                                          | Branche             | Logo | Indexgewichtung in % |
| --------------------------------------------- | ------------------- | ---- | -------------------- |
| Alfa                                          | Mischkonzern        |      |                      |
| Alpek                                         | Chemie              |      |                      |
| Alsea                                         | Nahrungsmittel      |      |                      |
| América Móvil                                 | Telekommunikation   |      |                      |
| Arca Continental (früher Embotelladoras Arca) | Getränke            |      |                      |
| ASUR                                          | Flughafenbetreiber  |      |                      |
| Banregio                                      | Finanzen            |      |                      |
| Becle                                         | Getränke            |      |                      |
| Bimbo                                         | Nahrungsmittel      |      |                      |
| Cemex                                         | Zement              |      |                      |
| Coca Cola Femsa                               | Getränke            |      |                      |
| El Puerto de Liverpool                        | Einzelhandel        |      |                      |
| Elektra                                       | Einzelhandel        |      |                      |
| Grupo Financiero Banorte                      | Finanzen            |      |                      |
| Fomento Económico Mexicano                    | Getränke            |      |                      |
| Gentera                                       | Finanzen            |      |                      |
| Grupo México                                  | Bergbau             |      |                      |
| Grupo México Transportes                      | Transport           |      |                      |
| Gruma                                         | Nahrungsmittel      |      |                      |
| Grupo Aeroportuario del Pacífico              | Flughafenbetreiber  |      |                      |
| Grupo Carso                                   | Beteiligungen       |      |                      |
| Grupo Financiero Inbursa                      | Finanzen            |      |                      |
| Grupo Lala                                    | Nahrungsmittel      |      |                      |
| Grupo Televisa                                | Medien              |      |                      |
| IEnova                                        | Versorger           |      |                      |
| Kimberly-Clark De Mexico                      | Papier              |      |                      |
| Megacable                                     | Telekommunikation   |      |                      |
| Mexichem                                      | Chemie              |      |                      |
| Nemak                                         | Automobilzulieferer |      |                      |
| OMA                                           | Flughafenbetreiber  |      |                      |
| Peñoles                                       | Bergbau             |      |                      |
| Pinfra                                        | Bau, Zement         |      |                      |
| Santander Mexico                              | Finanzen            |      |                      |
| Volaris                                       | Fluggesellschaft    |      |                      |
| Walmex                                        | Einzelhandel        |      |                      |